# Johnny B. Goode
Johnny B. Goode is een single uit 1958, gecomponeerd en gezongen door Chuck Berry. Het is een van Berry’s bekendste nummers. Het staat op de zevende plaats op The 500 Greatest Songs of All Time.
De hoogste positie die het nummer ooit heeft bereikt, is de achtste plek in de Billboard Hot 100.

## Achtergrond
Het lied werd geschreven door Berry in 1955. Het gaat over een arme jongen van het platteland uit de omgeving van New Orleans, die gitaar speelt en hoopt daar ooit beroemd mee te worden. Volgens Berry is het lied deels autobiografisch. Oorspronkelijk zou in de tekst worden gezongen over een “kleurling”, maar plattelandsjongen ("country boy") leek hem achteraf geschikter.
De titel suggereert dat de gitaarspeler uit het lied Johnny heet en zich goed gedraagt. “Goode” kan echter ook slaan op Goode Avenue in St. Louis, waar Berry geboren werd. De naam "Johnny" komt van Berry’s pianospeler Johnnie Johnson, maar in het lied ging het eerder over Berry zelf. Voor de opname van Johnny B. Goode speelde echter niet Johnnie Johnson maar Lafayette Leake piano.

## Artiesten
- Chuck Berry - zang en gitaar[7]
- Lafayette Leake - piano[7]
- Willie Dixon - bas[7]
- Fred Below - Drums[7]

## Tekst en muziek
1e couplet
Deep down in Louisiana close to New Orleans
Way back up in the woods among the evergreens
There stood a log cabin made of earth and wood
Where lived a country boy named Johnny B. Goode
Who never ever learned to read or write so well
But he could play a guitar just like a-ringin' a bell
Refrein:
Go, go
Go Johnny, go, go
Go Johnny, go, go
Go Johnny, go, go
Go Johnny, go, go
Johnny B. Goode
Het nummer is geschreven in bes en wordt gespeeld als een 12 maten blues, maar in een hoog tempo van 177 kwartnoten per minuut. Het intro is ontleend aan de intro van "Ain't That Just Like a Woman" gespeeld door gitarist Carl Hogan in een opname uit 1946 van "Louis Jordan And His Tympany Five".

## Status
Berry’s versie van het nummer is verwerkt op de Voyager Golden Record, die is bevestigd aan de twee Voyager-ruimtevaartuigen die gelanceerd werden in 1977.
Het lied is prominent aanwezig in de film Back to the Future uit 1985. Hierin speelt Michael J. Fox in de persoon van Marty McFly een cover van het nummer nadat hij terug in de tijd is gereisd, en geeft zo onbewust Chuck Berry (wiens neef Marvin aanwezig is bij het optreden) inspiratie voor het nummer.
Toen Chuck Berry in september 1986 voor het eerst werd opgenomen in de Rock and Roll Hall of Fame, speelde hij Johnny B. Goode en Rock and roll music live, samen met Bruce Springsteen en diens E Street Band.
In maart 2005 stond Johnny B. Goode op de 42e plek in Q’s lijst van beste 100 gitaarstukken.

## Covers
Johnny B. Goode behoort tot de meest gecoverde rock-'n-rollnummers uit de geschiedenis. Het nummer is gecoverd door onder anderen:
- AC/DC
- Aerosmith
- Alvin and the Chipmunks
- Bad Religion
- B.B. King
- The Beach Boys
- Cliff Bennett and the Rebel Rousers
- Burning
- The Beatles
- Big Tom and The Mainliners
- Marc Broussard
- Andrés Calamaro
- Mark Campbell as Marty McFly
- Johnny Candles
- The Carpenters
- Cidade Negra
- John Denver
- Dion
- Down Low
- Dr. Feelgood
- Johnny Dowd
- Earthlings?
- John Farnham
- Five Iron Frenzy
- Fleetwood Mac
- Freddie & the Dreamers
- Grateful Dead
- Green Day
- Bill Haley & His Comets
- Hanson
- Jimi Hendrix
- Will Hoge
- Buddy Holly
- Elton John
- Jovink en de Voederbietels
- Judas Priest
- Jonny Lang
- Led Zeppelin
- Julian Lennon
- Jerry Lee Lewis
- Living Colour
- LL Cool J
- Lynyrd Skynyrd
- Phillip Magee
- Frank Marino
- John Mayer Trio
- Eddie Meduza
- Men at Work
- MF Doom
- Motörhead
- NOFX
- NRBQ
- Off Kilter
- Operation Ivy
- Buck Owens
- Wes Paul
- Phish
- Elvis Presley
- Prince
- Ratdog
- The Rolling Stones
- Carlos Santana
- Bon Scott (met Cheap Trick)
- Sex Pistols
- The Shadows
- Slade
- Slaughter & The Dogs
- Status Quo
- The Stimulators
- Stray Cats
- Los Suaves
- George Thorogood
- The Tornadoes
- Peter Tosh
- Twisted Sister
- The Ukulele Orchestra of Great Britain
- Uncle Tupelo
- The Who
- Brian Wilson
- Johnny Winter

## NPO Radio 2 Top 2000
| Nummer met noteringen in de NPO Radio 2 Top 2000 | '99 | '00 | '01 | '02 | '03 | '04 | '05 | '06  | '07 | '08 | '09 | '10 | '11 | '12 | '13 | '14 | '15 | '16 | '17 | '18 | '19 | '20  | '21  | '22  | '23  | '24  |
| ------------------------------------------------ | --- | --- | --- | --- | --- | --- | --- | ---- | --- | --- | --- | --- | --- | --- | --- | --- | --- | --- | --- | --- | --- | ---- | ---- | ---- | ---- | ---- |
| Johnny B. Goode                                  | 714 | 786 | 650 | 914 | 839 | 760 | 914 | 1167 | 876 | 894 | 862 | 905 | 719 | 904 | 763 | 847 | 949 | 901 | 436 | 737 | 964 | 1049 | 1062 | 1205 | 1316 | 1329 |

1. ↑  Een vetgedrukt getal geeft de hoogste notering aan.

## Trivia
- Professioneel darter Jonny Clayton gebruikt het nummer als opkomstmuziek.[14]